# Ladoga misera
Ladoga misera är en fjärilsart som beskrevs av Rocci 1930. Ladoga misera ingår i släktet Ladoga och familjen praktfjärilar. Inga underarter finns listade i Catalogue of Life.